# Squatina albipunctata
Squatina albipunctata é uma espécie de peixe da família Squatinidae. A espécie foi proposta em 1994 como "Squatina sp. nov. A", sendo formalmente descrita apenas em 2008.
É endémica da Austrália, onde pode ser encontrado entre Cairns, Queensland e Lakes Entrance, Victoria. Os seus habitats naturais são: mar aberto.